# Station Dome Concordia
Koordinaten: 75° 6′ 0″ S, 123° 20′ 0″ O

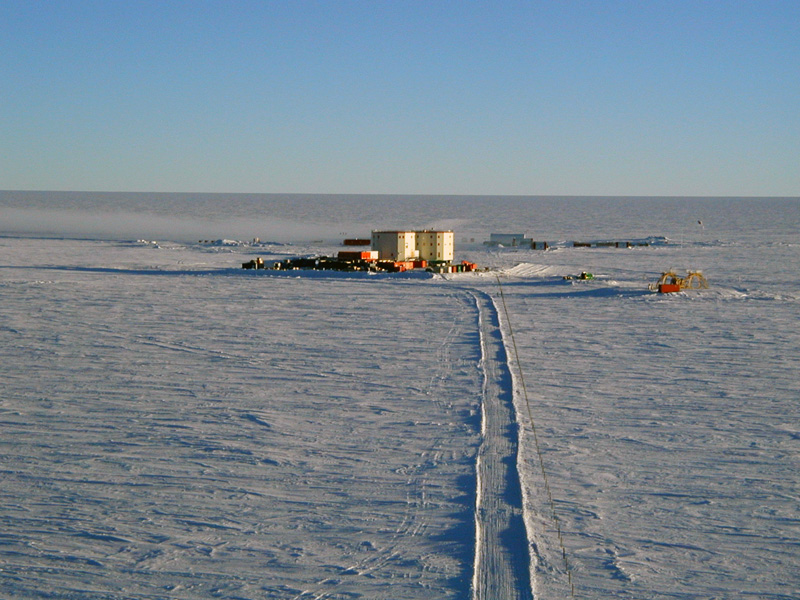
Station Dome Concordia (2005)

Die Station Dome Concordia (kurz Dome C) ist eine seit 2005 von Italien und Frankreich betriebene wissenschaftliche Forschungsstation, gelegen auf dem Eisdom Dome Charlie im Polarplateau und im Wilkesland der Ostantarktis. Sie liegt 3233 m über Meereshöhe und ist etwa 950 km von der nächsten Küste (Banzare-Küste) entfernt. Die Station liegt auf 123° östlicher Länge und 75°06' südlicher Breite.
2004 wurde im Projekt EPICA bei der 1995 begonnenen Bohrung EPICA Dome C nahe der Station 900.000 Jahre altes Eis zu Tage gebracht. Damit gelang der bisher tiefste Blick in die Vergangenheit der Erdatmosphäre. Bis dahin war 350.000 Jahre altes Eis aus der Bohrstelle Dome F und 420.000 Jahre altes Eis von der Bohrung über dem Wostoksee bei der Wostok-Station (engl. Vostok) das älteste erbohrte Eis.
2025 vermeldete das Alfred-Wegener-Institut im Rahmen des Projektes Beyond EPICA – Oldest Ice eine Tiefe von rund 2.800 m erreicht zu haben. Im Bereich zwischen 2426 und 2490 Metern wurde dabei Eis mit einem Alter zwischen 800.000 und 1,2 Millionen Jahren erbohrt. Die untersten 210 Meter des Eiskerns über dem Grundgestein bestehen aus stark deformiertem, möglicherweise durchmischtem altem Eis unbekannter Herkunft.
Das Forschungsprogramm EPICA ist ein gemeinsames Projekt der Europäischen Kommission und der Europäischen Wissenschaftsstiftung. Die zweite Bohrstelle des Programmes EPICA ist die Kohnen-Station im Königin-Maud-Land.
Dome C wurde außerdem als Standort für das Overwhelmingly Large Telescope in Betracht gezogen, dessen Planung jedoch 2005 eingestellt wurde. Das Hochplateau bietet hervorragende Voraussetzungen für astronomische Beobachtungen (dünne Atmosphäre, saubere und trockene Luft, wenig Wind, keine Lichtverschmutzung), welche nur von noch entlegeneren Stellen in der Antarktis, wie dem Ridge A, dem Dome A, dem Dome F oder dem Südpol übertroffen werden.
Für die Versorgung der Station dient unter anderem das französische Forschungsschiff L’Astrolabe.